# Eyüpsultan
Eyüpsultan ist eine Stadtgemeinde (Belediye) im gleichnamigen Ilçe (Landkreis) der Provinz Istanbul in der türkischen Marmararegion und gleichzeitig ein Stadtbezirk der 1984 gebildeten Büyükşehir belediyesi İstanbul (Großstadtgemeinde/Metropolprovinz). Eyüpsultan liegt auf der europäischen Seite der Großstadt und ist seit der Gebietsreform ab 2013 flächen- und einwohnermäßig identisch mit dem Landkreis.

## Geografie
Eyüpsultan hieß bis 2017 Eyüp (mittelgriechisch bis zum 10. Jahrhundert τὰ Παυλίνης ta Paulinēs, danach Κοσμίδιον Kosmidion). Der Kreis/Stadtbezirk grenzt im West an Arnavutköy, im Südwesten an Sultangazi, im Süden an Gaziosmanpaşa und Beyoğlu, im Südosten an Kağıthane und im Osten an Sarıyer. Die Küste des Schwarzen Meeres bildet im Norden eine 14 km lange, natürliche Grenze.

## Verwaltung
Der Kreis wurde 1936 aus Teilen der Kreise (Kaza) Beyoğlu, Fatih und Sarıyer gebildet (Gesetz Nr. 3012). Zur ersten Volkszählung nach der Kreisbildung (Oktober 1940) wies er 34.934 Einwohner auf, die auf 328 km² in 17 Dörfern und der Kreisstadt (22.659 Einw.) lebten.
(Bis) Ende 2012 bestand der Landkreis aus der Kreisstadt und sieben Dörfern (Köy), die während der Verwaltungsreform 2013/2014 in Mahalle (Stadtviertel/Ortsteile) überführt wurden. Da die 21 bestehenden Mahalle der Kreisstadt erhalten blieben, stieg die Anzahl der Mahalle auf 28 an. Ihnen steht ein Muhtar als oberster Beamter vor.
Durchschnittlich 14.494 Menschen wohnten Ende 2020 in jedem Mahalle, am meisten im Güzeltepe Mah. (42.087) – dicht gefolgt vom Yeşilpınar Mah. (39.078) und Göktürk Merkez Mah. (38.444 Einw.).

## Bevölkerung
Durch die Ausgliederung von zwei neugebildeten Kreisen (1963 Gaziosmanpaşa, 1990 Bayrampaşa) aus dem Landkreis Eyüp büßte dieser etwa 40 % seines Territoriums ein. Umgerechnet auf die Bevölkerung Ende 2020 war das Verhältnis so: Gaziosmanpaşa 42 %, Eyup 35 % und Bayrampaşa 23 %.
Die linke Tabelle zeigt die Ergebnisse der Volkszählungen, die E-Books der Originaldokumente entnommen wurden. Diese können nach Suchdateneingabe von der Bibliotheksseite des TÜIK heruntergeladen werden.
Die rechte Tabelle zeigt die Bevölkerungsfortschreibung des Kreises/Stadtbezirks Eyüpsultan. Die Daten wurden durch Abfrage über das MEDAS-System des Türkischen Statistikinstituts TÜIK nach Auswahl des Jahres und der Region ermittelt.

| Volkszählungsergebnisse | Volkszählungsergebnisse | Volkszählungsergebnisse | Volkszählungsergebnisse |
| Jahr                    | Kreisbevölkerung        | Kreisstadt              | ländl. Anteil (%)       |
| ----------------------- | ----------------------- | ----------------------- | ----------------------- |
| 1940                    | 34.934                  | 22.659                  | 35,14                   |
| 1945                    | 43.009                  | 28.934                  | 32,73                   |
| 1950                    | 44.938                  | 33.572                  | 25,29                   |
| 1955                    | 90.996                  | 52.132                  | 42,71                   |
| 1960                    | 180.011                 | 72.237                  | 59,87                   |
| 1965                    | 168.417                 | 78.095                  | 53,63                   |
| 1970                    | 238.831                 | 86.384                  | 63,83                   |
| 1975                    | 297.218                 | 95.486                  | 67,87                   |
| 1980                    | 331.507                 | 110.871                 | 66,56                   |
| 1985                    | 377.187                 | 369.887                 | 1,94                    |
| 1990                    | 211.986                 | 200.045                 | 5,63                    |
| 2000                    | 255.912                 | 235.116                 | 8,13                    |

| Bevölkerungsfortschreibung | Bevölkerungsfortschreibung | Bevölkerungsfortschreibung | Bevölkerungsfortschreibung             |
| Jahr                       | Gesamt                     | Städtisch                  | Ländlich                               |
| -------------------------- | -------------------------- | -------------------------- | -------------------------------------- |
| 2007                       | 325.532                    | 303.824                    | 6,67                                   |
| 2008                       | 323.038                    | 316.632                    | 1,98                                   |
| 2009                       | 331.548                    | 324.867                    | 2,02                                   |
| 2010                       | 338.329                    | 331.551                    | 2,00                                   |
| 2011                       | 345.790                    | 338.988                    | 1,97                                   |
| 2012                       | 356.512                    | 349.470                    | 1,98                                   |
| 2013                       | 361.531                    | 361.531                    | Die Dörfer wurden in Mahalle gewandelt |
| 2014                       | 367.824                    | 367.824                    | Die Dörfer wurden in Mahalle gewandelt |
| 2015                       | 375.409                    | 375.409                    | Die Dörfer wurden in Mahalle gewandelt |
| 2016                       | 377.650                    | 377.650                    | Die Dörfer wurden in Mahalle gewandelt |
| 2017                       | 381.114                    | 381.114                    | Die Dörfer wurden in Mahalle gewandelt |
| 2018                       | 383.909                    | 383.909                    | Die Dörfer wurden in Mahalle gewandelt |
| 2019                       | 400.513                    | 400.513                    | Die Dörfer wurden in Mahalle gewandelt |
| 2020                       | 405.845                    | 405.845                    | Die Dörfer wurden in Mahalle gewandelt |

Eyüpsultan belegt seit vier Jahren Platz 20 in der Rangliste der bevölkerungsstärksten Kreise/Stadtbezirke.

## Geschichte
Das moderne Eyüpsultan wurde bereits in der byzantinischen Epoche besiedelt, damals bekannt als Kosmidion. Der Name stammt vom Kloster der Anargyri (die Heiligen Kosmas und Damian), welches im 5. Jahrhundert gegründet wurde. Laut einer späteren Legende soll der Stifter der magister Paulinus gewesen sein, der von Theodosius II. (regierte 408–450) hingerichtet wurde, da er fälschlicherweise für einen Liebhaber der Kaiserin Aelia Eudocia gehalten wurde. In Wirklichkeit stammt es aus der Zeit um 480 und wurde von Paulina, der Mutter des Generals und erfolglosen Usurpators Leontius, gegründet. Nach ihr wurde das Quartier, das sich um den Stift bildete, τα Παυλίνης ta Paoulines (Paulinas [Viertel]) genannt. Das Kloster war ein bedeutendes religiöses Zentrum im Konstantinopel des 6. Jahrhunderts: Die Äbte nahmen an den Synoden von 518 und 536 teil, mehrere Wunder in Verbindung mit seinen beiden Patronen tauchten auf und die Abtei wurde im Rahmen des Bauprogramms Kaiser Justinians I. (regierte 527–565) umfassend renoviert. 623 und 626 belagerten und plünderten die Awaren das Gebäude.
Seit Anfang des 10. Jahrhunderts wurde die Siedlung Kosmidion genannt und war eine Art Vorstadt von Konstantinopel. Es ist unwahrscheinlich, dass Kosmidion und ta Paoulines angrenzende, aber verschiedene Orte waren. 924 traf sich Kaiser Romanos I. Lakapenos (regierte 920–944) mit dem bulgarischen Zar Simeon I. an einem Pier in Kosmidion während des byzantinisch-bulgarischen Krieges von 913–927. Theophylaktos Lakapenos, Romanos’ Sohn und Patriarch von Konstantinopel von 933–956 hatte seine Ställe in Kosmidion.
Kaiser Michael IV. (regierte 1034–41) renovierte den Klosterkomplex und lebte nach seiner Abdankung dort. Er starb kurz darauf als Mönch. Aufgrund ihrer Nähe zu Konstantinopel spielte die Stätte auch während der Bürgerkriege jener Periode eine Rolle. Es war das Hauptquartier des Rebellen Leon Tornikios (nach anderen Quellen war dies Thermopolis) während seiner misslungenen Belagerung der imperialen Hauptstadt 1047. Ebenso war es die Basis Johannes Bryennios’, eines anderen Usurpators und Bruder des aufständischen Generals Nikephoros Bryennios der Ältere, im Jahr 1077 und war vier Jahre später einer der ersten Orte, den die Komnenen in deren erfolgreichem Putsch gegen Nikephoros III. Botaneiates (regierte 1078–81) einnahmen. 1096 durfte die Armee des Ersten Kreuzzugs zwischen Kosmidion und Hagios Phokas lagern.
Im Rahmen des Vierten Kreuzzugs war Kosmidion Austragungsort eines frühen Geplänkels zwischen den Lateinern und den Griechen im Juli 1203, welches die Kreuzfahrer für sich entschieden. Im April 1204, kurz vor dem Fall Konstantinopels, verhandelte hier der venezianische Doge Enrico Dandolo mit dem neuen Kaiser Alexios V. Dukas Murtzuphlos.
Unter fränkischer Herrschaft scheint das Kloster weitgehend in Ruhe gelassen worden zu sein; denn dort nächtigte Kaiser Michael VIII. Palaiologos (regierte 1259–82) in der Nacht auf den 14. August 1261, vor seinem triumphalen Einzug in die zurückeroberte Stadt am Tag darauf. Für die nächsten Jahrzehnte wurde das Kloster zum Rückzugsort zweier exilierter Patriarchen, Joseph I. von 1280–82 sowie Johannes XI. Bekkos 1285, während er das Urteil der Synode abwartete, und schließlich Athanasios' I. für die Zeit unmittelbar vor seiner Abdankung 1293. Ab 1261 wurde von weiteren Wundern berichtet, eine Zusammenstellung erfolgte ca. 1300 von einem gewissen Diakon Maximos.
Im Jahr 1303 übernahmen und befestigten katalanische Söldner im Dienst des Reiches unter Führung des Roger de Flor das Kloster als Operationsbasis gegen die genuesische Kolonie Galata. Nach dem Bruch des Kaisers mit der Katalanischen Kompanie und dem Tod Rogers im April 1305 evakuierten die Byzantiner das Areal. Im Jahr 1348 zerstörten die Genuesen in einer Revolte gegen die Byzantiner sämtliche Schiffe im Goldenen Horn, bis auf die drei, die in der Werft von Kosmidion gebaut wurden. Um 1350 besuchte der russische Pilger Stepan von Nowgorod die Abtei. Zu dieser Zeit ist die Existenz einer St. Theodor geweihten Kirche und eine Kapelle, den Märtyrern Thalelaios und Artemidoros gewidmet, belegt, ohne dass weitere Informationen bekannt sind.
1410, während des osmanischen Interregnums kam es in Kosmidion zu einer Schlacht zwischen zwei von drei Thronprätendenten, Musa und Süleyman Çelebi, aus welchem Letzterer siegreich hervorging.
Nach der osmanischen Eroberung von Konstantinopel wurde das Quartier nach Abu Ayyub al-Ansari (türkisch Eyüp) benannt, einem Gefährten (Ansar) und Bannerträger Mohammeds, der bei der ersten arabischen Belagerung Konstantinopels von 674 bis 678 vor den Mauern starb. 1581 erließ Sultan Murad III. ein Verbot für Christen, in Eyüp zu wohnen.

## Kultur und Sehenswürdigkeiten

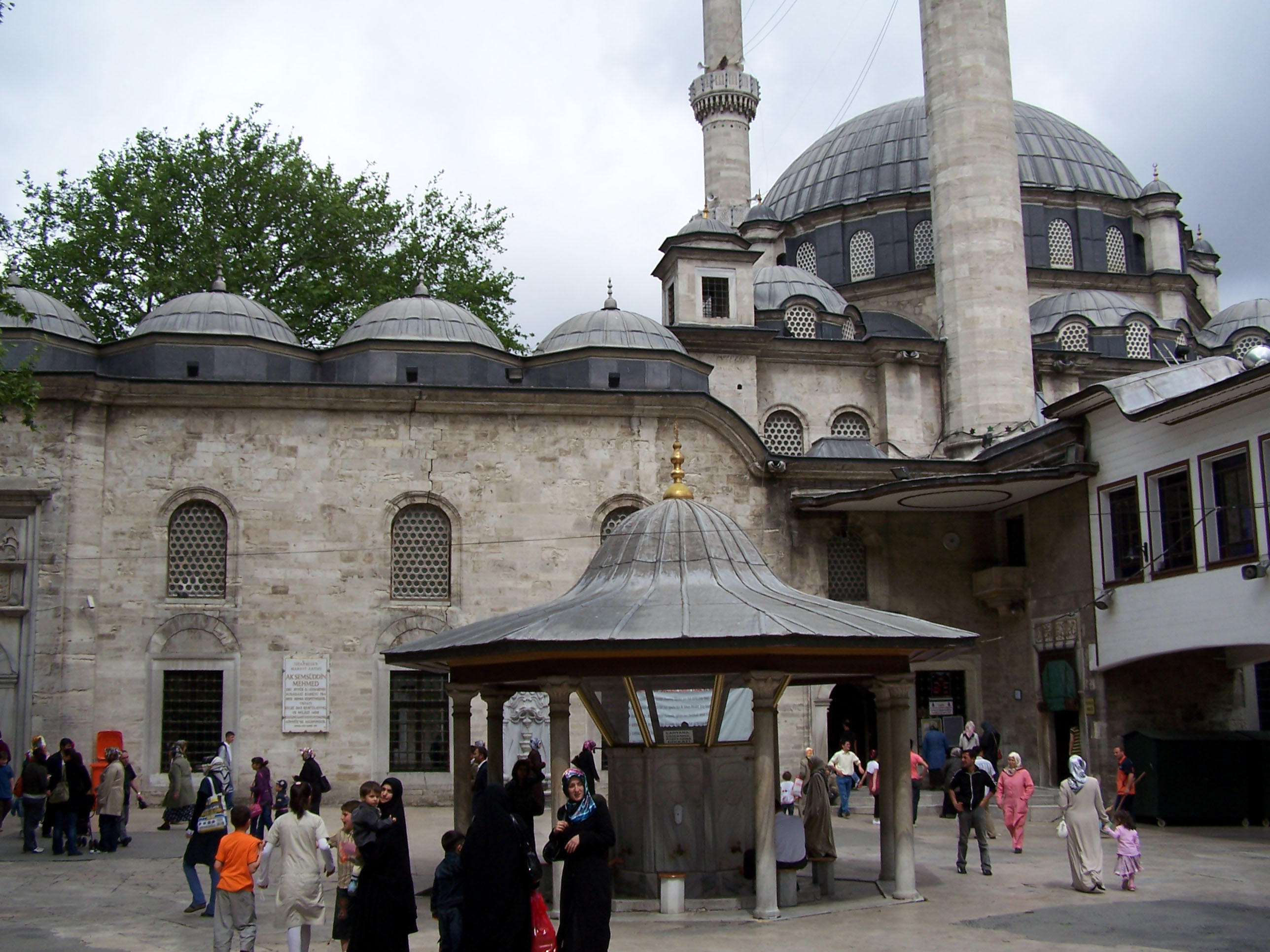
Die Eyüp-Sultan-Moschee

Von Eyüpsultan führt die Autobahn über die Haliç-Brücke über das Goldene Horn in den Norden des Stadtteils. Pierre Loti, ein turkophiler französischer Schriftsteller, lebte gegen Ende des 19. Jahrhunderts einige Jahre in Eyüp und besuchte das heute nach ihm benannte Café auf dem Hügel über dem Eyüp-Friedhof. Der Platz ist auch über eine Luftseilbahn zu erreichen und bietet einen Ausblick auf die İstanbuler Stadtteile am Goldenen Horn.
Das Gebiet wird schon seit Langem für Begräbnisse genutzt, vor allem aufgrund seiner Nähe zu Konstantinopel/Istanbul. Es gibt dort sowohl christliche als auch muslimische Nekropolen, die bekannteste ist der Eyüp-Friedhof.
Das Grab Abu Ayyub al-Ansaris, das der Legende nach durch wundersame Träume kurz nach der osmanischen Eroberung wiedergefunden wurde, befindet sich heute in der Eyüp-Sultan-Moschee und wird von zahlreichen Pilgern besucht. Hier fand auch die traditionelle Schwertumgürtung neuer Sultane statt.
Im Mai 2013 eröffnete der erste Freizeitpark- und Vergnügungspark der Türkei im Istanbuler Stadtteil Eyüpsultan, der Vialand Theme Park.